# 5150, rue des Ormes
Pour le film, voir 5150, rue des Ormes (film).
5150, rue des Ormes est un roman d'horreur et un thriller de l'auteur québécois Patrick Senécal publié en 1994 (Guy Saint-Jean éditeur) et réédité en 2001 (Alire).
En 1991, durant l’automne, Yannick Bérubé, un jeune homme de 23 ans, raconte son histoire par écrit au moment où il est retenu prisonnier pendant plusieurs semaines dans une maison de Montcharles, détenu par Jacques Beaulieu, un chauffeur de taxi et père de famille, qui est obsédé par la théorie de la justice et qui se croit au-dessus de tout. Beaulieu est en réalité un dangereux maniaque qui tue des gens sous prétexte qu'ils ont posé des actes malhonnêtes et qui, selon lui, ne méritent pas de vivre sur terre. Pour recouvrer sa liberté, Yannick doit vaincre Beaulieu aux échecs pour une fois, mais ce dernier n'a jamais connu la défaite à ce jeu. Durant ces semaines de séquestration, Yannick se sent menacé par Michelle, la fille de Beaulieu, qui l'intimide sans arrêt, et qui est aussi la plus dangereuse de la famille.

## Résumé
Le roman contient trois récits entrecoupés : le manuscrit de Yannick Bérubé durant sa séquestration ; les pages chronologiques du journal intime de Maude Gauthier, racontant le passé troublant entourant sa famille ; les passages du texte se déroulant ailleurs que dans la maison des Beaulieu.
- Au début du roman, Yannick, fraîchement installé à Montcharles, fait une balade à vélo et fait une vilaine chute en voulant éviter un chat qui traverse la rue devant lui. Légèrement blessé et son vélo lourdement endommagé, il va demander de l’aide à la résidence face à laquelle il est tombé, située près d’un cul-de-sac de la rue des Ormes. C’est là qu’il rencontre Jacques Beaulieu, un chauffeur de taxi à l'apparence normale. Au lieu de le conduire, Jacques incite le jeune homme à trouver un autre taxi et l'invite à l'intérieur de sa résidence pour utiliser le téléphone. La femme de Jacques Beaulieu, Maude, lui suggère d'aller à l'étage supérieur où se trouve la salle de bain pour désinfecter sa blessure.

- Yannick découvre une petite pièce isolée où se trouve un homme ensanglanté qui est retenu prisonnier. Piégé par le jeune homme, Jacques l'enferme dans la chambre d'Anne, une fillette de six ans muette au regard sombre et vide. Par la suite, Jacques tue l'homme avant d'emmener Yannick dans la chambre isolée pour l'enfermer à son tour, cette fois en le menaçant avec une arme de chasse. Plus tard, Yannick rencontre Michelle, la fille aînée de Jacques, montrée très intimidante à son endroit.

- Après une longue journée d'isolement, Yannick reçoit la permission de son ravisseur de sortir temporairement du cachot pour aller souper avec la famille. Lors du repas, Yannick fait une tentative d'évasion, mais elle se conclut par un échec puisque que toutes les issues sont verrouillées. Furieux, Jacques tente d'étrangler son otage et le relâche à la demande de son épouse.

- Après quelques jours de captivité, Yannick est à nouveau invité par le patriarche à venir souper avec la famille. Pendant que Jacques fait punir Anne pour avoir longuement dévisagé Yannick, ce dernier en profite pour faire une nouvelle tentative d'évasion en poignardant Jacques avec un couteau pour ensuite s'échapper par la fenêtre de la chambre de Michelle. Après s'être sorti de la maison, Yannick est stoppé par Michelle, qui lui casse une jambe à coups de batte de baseball. Il doit porter un plâtre à sa jambe pendant quelques semaines.

- Au club d’échecs de Montcharles, Jacques rencontre André Payette, un nouveau membre du club. Ce dernier aurait refusé une partie contre Norbert Arel, un autre membre. André avoue à Jacques qu’il ne cache pas sa haine envers les Noirs et souhaite que Norbert, qui est noir, ne fasse plus partie du club. Jacques décide de ne rien faire pour le moment.

- Jacques propose un marché à Yannick : s'il réussit à le vaincre aux échecs une seule fois, il retrouvera sa liberté. Le séquestré accepte l'offre, mais Jacques le prévient qu'il est invaincu à ce jeu et qu'aucun autre joueur ne peut le battre.

- Au cours de sa séquestration, Yannick tente à plusieurs reprises de convaincre Maude de le libérer, mais elle s'y oppose, croyant fermement que ce que fait son mari est juste et que Dieu est d’accord avec ce qui se passe.

- Yannick et Jacques s'affrontent aux échecs, ce dernier bat toujours sa victime et ne connaît aucune défaite.

- Après avoir retiré le plâtre du pied de Yannick, Jacques l'enchaîne aux chevilles afin qu'il ne puisse plus tenter de s'évader.

- Dans le passé, plusieurs années plus tôt, Jacques fait une visite surprise au docteur Philippe Allard, le médecin qui a pratiqué l'accouchement de Maude qui avait mal tourné à l'hôpital. Le père de famille vindicatif le tue pour avoir causé la mort de son seul fils, Jacques Junior, qui est mort-né.

- En sortant de la salle de bain, après avoir fait sa toilette, Yannick est seul à l'étage avec Anne. Il donne une grosse gifle à la fillette, elle n’a aucune réaction après sa chute. Pendant que les Beaulieu interviennent pour voir ce qui se passe en haut, Yannick attaque de nouveau Jacques, mais le séquestré ne fait pas le poids sur son geôlier. Il est retourné dans son cachot.

- Maude apporte enfin de l'aide à Yannick et lui donne une chance de s'évader en laissant la porte déverrouillée. Avant de sortir, le jeune homme s'introduit dans le sous-sol scellé de la résidence et fait une épouvante découverte digne d'un film d'horreur : plusieurs cadavres se trouvent dans la cave, transformés en figurines grandeur nature du jeu d'échecs.

- À l'extérieur, une violente tempête de neige s'abat dehors. La fuite de Yannick est de courte durée puisque les Beaulieu reviennent en raison du mauvais temps. Déçu du geste de Yannick, Jacques ramène son prisonnier à la cave pour lui montrer son plus grand projet : un jeu d'échecs format géant qui ont pour figurants de vrais cadavres : les blancs représentent les justes (qu'il les a exhumés dans des cimetières la nuit) et les noirs sont les non-juste (tués par Jacques pour des actes malveillants). Le patriarche dévoile à Yannick son fils Jacques Junior, qui est décédé à sa naissance, incarnant le rôle de roi blanc.

- À sa sortie du club d'échecs, Jacques, aidé de sa fille Michelle, font un guet-apens à André Payette. Jacques accuse Payette de racisme en rapport avec Norbert Arel, qui a été exclu du club pour vol. Il affirme qu’André est l’auteur du vol et a manipulé les autres membres du club pour se retourner contre Norbert. Au lieu d'achever la victime, Michelle préfère le faire souffrir et laisse son père administrer le coup fatal.

- Maude aide Yannick pour une seconde fois à s'évader. Au lieu d’aller voir la police, il passe la soirée au club d'échecs où joue son ravisseur. Durant plusieurs heures, Yannick reste invaincu et réussit à battre tous les joueurs du club qui l'ont défié. Plus tard, il est expulsé de l'endroit en état d’ébriété car il refuse de quitter malgré la fermeture. À la plus grande surprise, Yannick revient chez les Beaulieu de son plein gré.

- Le lendemain, Yannick reçoit de la part de Jacques son plus grand bénéfice : il peut circuler librement dans la maison sans être enchaîné. Sur l'heure du dîner, Michelle provoque Yannick sur les raisons de son retour jusqu’à ce qu’il accepte sa provocation et entame une relation sexuelle avec elle. Après plusieurs minutes, il se voit incapable d’avoir une érection.

- Maude, se sentant trahie par le retour volontaire du jeune homme, le force à quitter la maison en le menaçant d’une carabine. Arrivé au bout de la rue, Yannick a un mauvais pressentiment et revient à la maison, où il découvre que Maude s’est pendue dans sa chambre. Il lit les dernières pages de son journal dans lesquelles elle l’accuse de sa mort.

- De retour chez-lui, Jacques fait la macabre découverte dans sa chambre, fou de rage, il s'en prend physiquement à Yannick et l'accuse d'avoir provoqué la mort de sa femme, mais Yannick se défend et réplique à Jacques  d'être le grand responsable des malheurs. Le patriarche décide d'enfermer à nouveau son otage jusqu'au lendemain, où ils feront leur partie ultime.

- À l'école secondaire, Michelle est expulsée de l'établissement par son directeur en raison de son comportement incorrigible, et sera par la suite transférée dans une école réservée aux élèves rétifs. Après avoir passé la nuit chez un ami, elle revient à l'école, cette fois armée d'un couteau pour se venger contre le directeur. Pour la première fois, elle réussit à commettre un meurtre, sans l'aide de son père.

- Yannick découvre Anne, enfermée dans sa chambre par sa mère quand elle s’est pendue. Il descend rejoindre Jacques à la cave. Ils entament leur ultime partie d’échecs avec le jeu grandeur nature. Anne les interrompt et découvre le corps de sa mère, transformée en pièce du jeu. Elle attaque Jacques, qui l’abat avec le fusil. Malgré ce drame, Yannick tente de convaincre Jacques de poursuivre la partie, mais en vain, le patriarche demeure en état de choc, complètement catatonique.

- Alertés par le coup de feu, les voisins appellent la police, qui arrive à la résidence des Beaulieu et découvre Yannick qui est porté disparu depuis deux mois, ainsi que Jacques, qui est entouré de cadavres dans la cave. Michelle est activement recherchée pour le meurtre du directeur de son école, et n'a jamais été retracée.

- À la conclusion du roman (épilogue), Yannick n'est plus comme avant, il est complètement déconnecté de la réalité, toujours à se fixer devant son échiquier où en était rendue à sa dernière partie contre Jacques, qui est interné dans un hôpital psychiatrique puisqu'il est jugé inapte à subir son procès à cause de sa catatonie. Yannick retourne vivre chez ses parents à Drummondville et plus tard, se fait sectionner le pénis (on comprend que Michelle est la coupable). Il tombe dans un état catatonique et est enfermé à l’hôpital psychiatrique. Après quatre semaines d’inertie, son psychiatre et celui de Jacques décident de les réunir. Quand ils se retrouvent face à face, aucun d’eux ne réagit mais, lorsqu’on tente de les séparer, ils refusent qu’on les éloigne.

## Extraits du journal intime de Maude
- La première rencontre entre Maude et Jacques Beaulieu.
- Le mariage de Maude et de Jacques.
- La naissance de Michelle.
- La mort des parents de Maude; deuxième grossesse de Maude; naissance et décès de Jacques jr.
- Jacques fait des activités étranges dans la cave.
- Le comportement louche de Jacques.
- Jacques dévoile à Maude son projet du jeu d'échecs grand format ; décès tragique du curé Bélile à l'église.
- La troisième grossesse de Maude; la colère de Jacques sur le sexe du bébé; la naissance d'Anne
- Michelle adopte un comportement arrogant et violent; le handicap d'Anne.
- Jacques enseigne à Michelle la notion du juste et du non-juste.
- Jacques tue un jeune garçon qui a couché avec Michelle.
- L'arrivée de Yannick Bérubé et les derniers mots de Maude avant sa mort.

## Personnages
- Yannick Bérubé :

Personnage principal et narrateur du roman, 23 ans, étudiant en littérature, il est séquestré par Jacques Beaulieu et doit le battre aux échecs pour recouvrir sa liberté.
- Jacques Beaulieu :

Principal antagoniste du roman, patriarche du clan Beaulieu, chauffeur de taxi, tueur en série, marié et père de famille. Obsédé par la justice et les échecs, il ne pense qu'à tuer des gens qui sont qualifiés « mauvais » pour la société.
- Maude Gauthier :

Matriarche des Beaulieu, épouse de Jacques et mère de deux filles, femme très soumise envers son mari et très croyante en la religion catholique.
- Michelle Beaulieu :

Fille aînée des Beaulieu et présumée complice de son père Jacques Beaulieu, 16 ans, elle est la plus instable de la famille, décrite comme une bombe à retardement, Michelle est à la fois violente et très imposante envers Yannick au cours de la séquestration. Elle réapparaît aussi en tant que la "Reine rouge" dans Aliss, un autre roman de Sénécal.
- Anne Beaulieu :

Fille cadette des Beaulieu, 10 ans, handicapée à la naissance, elle est muette et apathique. Anne est souvent rejetée par son père, seule Maude, sa mère, prend soin d'elle.

## Anecdotes
- La séquestration de Yannick Bérubé a duré 58 jours en tout (21 septembre au 17 novembre de l'année 1991), 8 semaines (deux mois) et un jour.

- C'est de ce roman que proviennent les origines de Michelle Beaulieu. Elle devient la Reine rouge dans le roman Aliss.

- Le docteur Paul Lacasse, protagoniste du roman Sur le seuil, apparaît dans les dernières pages du roman. Il est chargé des soins prodigués à Jacques Beaulieu durant son internement.

## Adaptations cinématographiques
- Le roman a été adapté au cinéma. Sorti le 9 octobre 2009, le rôle principal est tenu par Marc-André Grondin.
- La websérie La Reine rouge est la suite du roman 5150, rue des Ormes. Elle est sortie en 2011 et le rôle de Michelle Beaulieu est tenu par Véronique Tremblay.